# خط کیسی چیبا
خط کیسی چیبا (به ژاپنی: 京成千葉線, Keisei Chiba-sen) یک خط آهن وابسته به شرکت راه‌آهن کیسی در استان چیبا است.